# Victor Campenaerts
Victor Campenaerts (n. 28 octombrie 1991, Wilrijk⁠(d), Flandra, Belgia) este un ciclist profesionist belgian de șosea care în prezent concurează pentru Lotto–Dstny, echipă licențiată UCI ProTeam.

## Rezultate în Marile Tururi

### Turul Italiei
5 participări
- 2017: nu a terminat competiția
- 2018: nu a terminat competiția
- 2019: locul 111
- 2020: locul 95
- 2021: nu a terminat competiția, câștigător al etapei a 15-a

### Turul Franței
3 participări
- 2021: nu a terminat competiția
- 2023: locul 64
- 2024: câștigător al etapei a 18-a

### Turul Spaniei
2 participări
- 2016: locul 143
- 2018: locul 102